# Coke Zero Sugar 400 2024
La Coke Zero Sugar 400 è stata la 25ª gara delle NASCAR Cup Series 2024, disputata il 24 agosto 2024 presso il Daytona International Speedway di Daytona Beach, in Florida (Stati Uniti). La gara ha avuto luogo in un ovale D-shaped lungo 2,5 miglia ed è stata la seconda gara stagionale che vi si è tenuta, preceduta dalla Daytona 500 del precedente febbraio.
Ad aggiudicarsi la gara è stato Harrison Burton (Wood Brothers Racing), seguito da Kyle Busch (Richard Childress Racing) e da Christopher Bell (Joe Gibbs Racing). Cody Ware e Ty Gibbs hanno completato la Top-5, mentre in Top-10 sono finiti Bubba Wallace, Parker Retzlaff, Brad Keselowski, Daniel Hemric e Chris Buescher.
Con la vittoria di Burton, la Wood Brothers Racing ha ottenuto la 100ª vittoria nella sua storia.

## Resoconto

### La pista

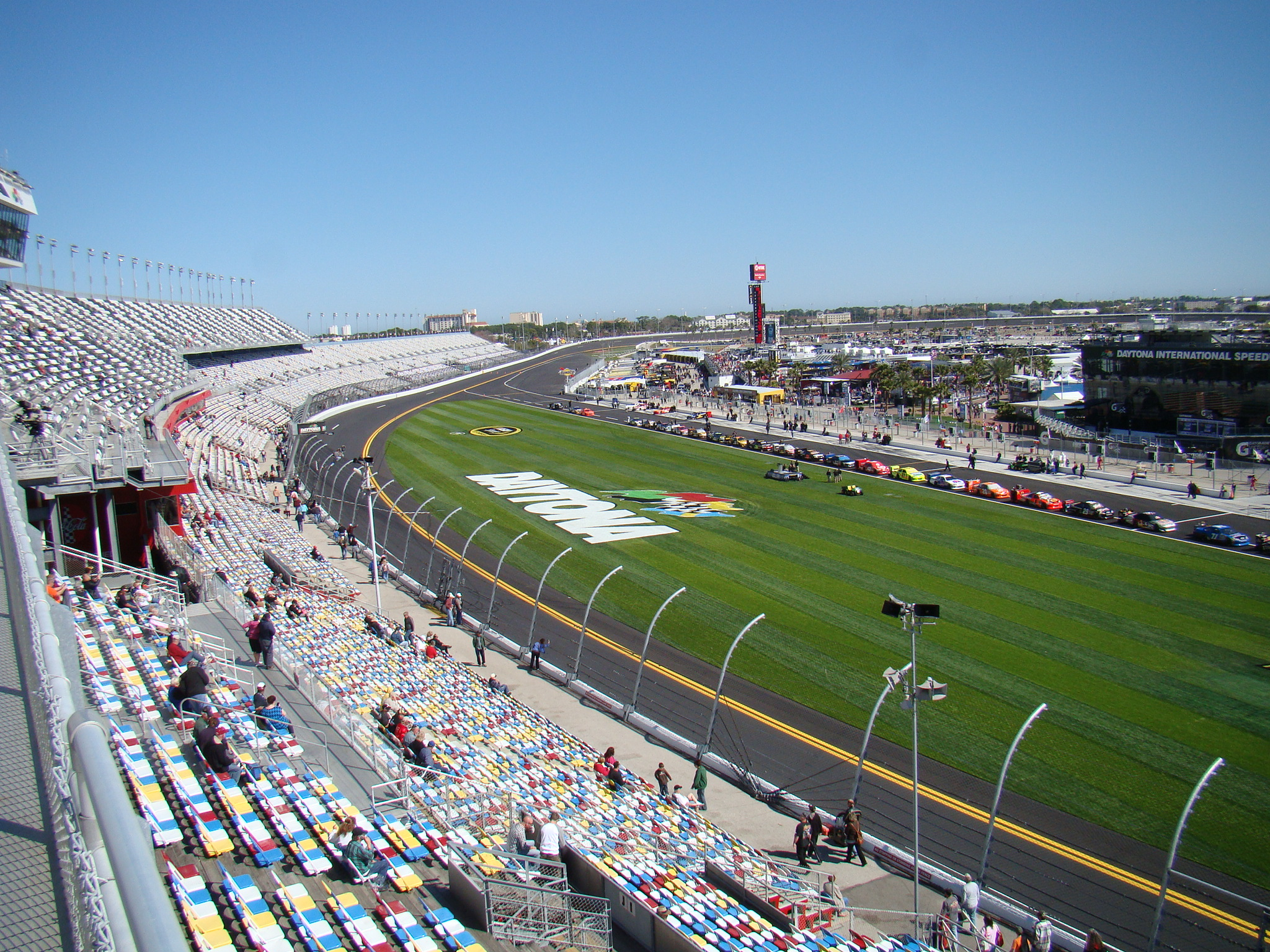
Il circuito di Daytona dopo la riasfaltatura del 2011.

Il Daytona International Speedway è un ovale D-shaped lungo 2,5 miglia (con un banking di 31° gradi nelle due curve e di 18° gradi nei due rettilinei) che si trova a Daytona Beach, in Florida.
Il tracciato è il più noto tra tutti quelli che ospitano le gare organizzate dalla NASCAR, dato che vi si tiene il primo evento stagionale delle Cup Series, la prestigiosa Daytona 500. L'ovale di Daytona Beach ospita anche competizioni ARCA, AMA Superbike, USCC, SCCA e Motocross. L'intero impianto comprende il trioval principale lungo 2,5 miglia, un percorso interno che si connette con l'ovale lungo 3,56 miglia, un percorso per motocross di 2,95 miglia di lunghezza e una pista interna di 0,25 miglia per go-kart e moto. L'intera area dell'impianto è di 180 acri, dove al suo interno si trova un lago (il Lake Lloyd) nel quale si realizzavano competizioni di motoscafi. L'intera struttura è di proprietà e gestita dalla International Speedway Corporation.
L'impianto è stato inaugurato nel 1959 su iniziativa dello stesso fondatore della NASCAR, William "Bill" France Sr., con lo scopo di ospitarvi le gare che in precedenza si tenevano nel Road Course di Daytona. Con le sue pendenze molto accentuate, l'ovale si caratterizza per consentire alle stock car di raggiungere velocità molto elevate, nonché di permettere agli spettatori una visione completa su quasi tutto il tracciato. Soltanto nel 1998 è stato installato un impianto di illuminazione per consentire la realizzazione delle gare in notturna. La pista è stata rinnovata in quattro occasioni: nel 2004 è stato modificata l'area interna all'ovale, mentre nel 1978 e nel 2010 il tracciato è stato riasfaltato completamente. L'ultima grande opera di riammodernamento ha avuto luogo tra il 2013 e il 2016, in occasione della quale sono state rimosse tutte le tribune nel secondo rettilineo ed allargate quelle presenti sul rettilineo principale (per un costo di 400 milioni di dollari). Alla fine dei lavori la capienza complessiva dell'impianto è arrivata a poter contare 101.000 posti, espandibili a 125.000 con l'aggiunta di tribune temporanee.

### Il contesto
Il 20 agosto 2024 la Goodyear, fornitrice ufficiale degli pneumatici per le NASCAR Cup Series, ha comunicato per il weekend di gara fornirà ad ogni squadra 8 treni di gomme: 1 da usare nella sessione di prove libere, 1 da usare in qualifica e 7 per la gara (6 nuovi più quello già usato per le qualifiche).
Dopo l'incidente occorso a Corey LaJoie nella gara precedente (che non ha avuto comunque conseguenze per il pilota), la NASCAR ha obbligato tutte le squadre a far installare in ogni auto un particolare deflettore in corrispondenza del finestrino posteriore destro (fornito dalla stessa organizzazione). Lo scopo è quello di diminuire ancora di più le possibilità che le stock car possano "decollare" nel momento in cui sbandano in sottosterzo verso sinistra.
Prima della gara, la NASCAR ha penalizzato di 75 punti Denny Hamlin, dopo che la Toyota ha ammesso un'irregolarità commessa subito dopo la Goodyear 400 dello scorso maggio a Darlington. La macchina n. 11 di Hamlin in quella gara aveva correttamente utilizzato lo stesso motore della precedente gara di Bristol vinta da Hamlin, ma il suo motore è stato spedito in California per essere aggiustato invece di metterlo a disposizione dei controlli della NASCAR. Il pilota e la sua squadra (Joe Gibbs Racing) sono quindi stati penalizzati di 75 punti e la vittoria di Hamlin non conta ai fini dei playoffs; inoltre la NASCAR ha comminato una penalizzazione di 10 punti playoffs al pilota e una multa di 100.000 dollari al crew chief di Hamlin, Chris Gabehart. Hamlin ha comunque in mano l'accesso ai playoffs, dato che ha vinto anche altre due gare in stagione, ma è sceso in sesta posizione nella classifica piloti, a -103 punti dal leader della classifica Tyler Reddick, uscendo dalla contesa per il titolo di campione della regular season.
Con sole due gare da disputare prima della conclusione della regular season, la Coke Zero Sugar 400 delineerà ancora meglio le gerarchie per la lotta riguardo al titolo di campione di questa fase e per l'accesso agli ultimi posti disponibili per i playoffs.
Grazie alla sua vittoria nella gara precedente, Tyler Reddick (23XI Racing) è riuscito a salire al comando della classifica piloti (per la prima volta nella sua carriera nelle Cup Series) e conserva un vantaggio di 10 punti sul secondo pilota in classifica, l'ex-campione del 2020 Chase Elliott (Hendrick Motorsports). A 28 punti di distacco dalla testa c'è il tre volte vincitore della Daytona 500 Denny Hamlin (Joe Gibbs Racing), seguito in quarta posizione dal pilota che prima della gara precedente era stato in testa alla classifica per ben 14 settimane consecutive, ovvero Kyle Larson (Hendrick Motorsports), che si trova a -32 punti rispetto a Reddick.
Per quanto riguarda, invece, l'accesso ai playoffs, la lotta è tra Chris Buescher (RFK Racing), vincitore della scorsa edizione della gara estiva di Daytona, è attualmente il 15° pilota in posizione utile per l'accesso alla fase finale del campionato, seguito a ruota da Ross Chastain (Trackhouse Racing) e da Bubba Wallace (23XI Racing), entrambi distanziati di un solo punto in classifica.

### Partecipanti
| Nº                           | Pilota                  | Team                     | Costruttore |
| ---------------------------- | ----------------------- | ------------------------ | ----------- |
| 1                            | Ross Chastain           | Trackhouse Racing        | Chevrolet   |
| 2                            | Austin Cindric          | Team Penske              | Ford        |
| 3                            | Austin Dillon           | Richard Childress Racing | Chevrolet   |
| 4                            | Josh Berry (R)          | Stewart–Haas Racing      | Ford        |
| 5                            | Kyle Larson             | Hendrick Motorsports     | Chevrolet   |
| 6                            | Brad Keselowski         | RFK Racing               | Ford        |
| 7                            | Corey LaJoie            | Spire Motorsports        | Chevrolet   |
| 8                            | Kyle Busch              | Richard Childress Racing | Chevrolet   |
| 9                            | Chase Elliott           | Hendrick Motorsports     | Chevrolet   |
| 10                           | Noah Gragson            | Stewart–Haas Racing      | Ford        |
| 11                           | Denny Hamlin            | Joe Gibbs Racing         | Toyota      |
| 12                           | Ryan Blaney             | Team Penske              | Ford        |
| 14                           | Chase Briscoe           | Stewart–Haas Racing      | Ford        |
| 15                           | Cody Ware               | Rick Ware Racing         | Ford        |
| 16                           | Shane van Gisbergen (i) | Kaulig Racing            | Chevrolet   |
| 17                           | Chris Buescher          | RFK Racing               | Ford        |
| 19                           | Martin Truex Jr.        | Joe Gibbs Racing         | Toyota      |
| 20                           | Christopher Bell        | Joe Gibbs Racing         | Toyota      |
| 21                           | Harrison Burton         | Wood Brothers Racing     | Ford        |
| 22                           | Joey Logano             | Team Penske              | Ford        |
| 23                           | Bubba Wallace           | 23XI Racing              | Toyota      |
| 24                           | William Byron           | Hendrick Motorsports     | Chevrolet   |
| 31                           | Daniel Hemric           | Kaulig Racing            | Chevrolet   |
| 33                           | Austin Hill (i)         | Richard Childress Racing | Chevrolet   |
| 34                           | Michael McDowell        | Front Row Motorsports    | Ford        |
| 38                           | Todd Gilliland          | Front Row Motorsports    | Ford        |
| 41                           | Ryan Preece             | Stewart–Haas Racing      | Ford        |
| 42                           | John Hunter Nemechek    | Legacy Motor Club        | Toyota      |
| 43                           | Erik Jones              | Legacy Motor Club        | Toyota      |
| 44                           | Joey Gase (i)           | NY Racing Team           | Chevrolet   |
| 45                           | Tyler Reddick           | 23XI Racing              | Toyota      |
| 47                           | Ricky Stenhouse Jr.     | JTG Daugherty Racing     | Chevrolet   |
| 48                           | Alex Bowman             | Hendrick Motorsports     | Chevrolet   |
| 51                           | Justin Haley            | Rick Ware Racing         | Ford        |
| 54                           | Ty Gibbs                | Joe Gibbs Racing         | Toyota      |
| 62                           | Parker Retzlaff (i)     | Beard Motorsports        | Chevrolet   |
| 71                           | Zane Smith (R)          | Spire Motorsports        | Chevrolet   |
| 77                           | Carson Hochevar (R)     | Spire Motorsports        | Chevrolet   |
| 78                           | B. J. McLeod (i)        | Live Fast Motorsports    | Chevrolet   |
| 99                           | Daniel Suárez           | Trackhouse Racing        | Chevrolet   |
| Lista ufficiale partecipanti |                         |                          |             |

Legenda
     (i) Pilota non idoneo ad accumulare punti nella classifica piloti.
     (R) Pilota al 1º anno di partecipazione nelle NASCAR Cup Series (rookie).

## Prove libere
Non si sono tenute prove libere.

## Qualifiche

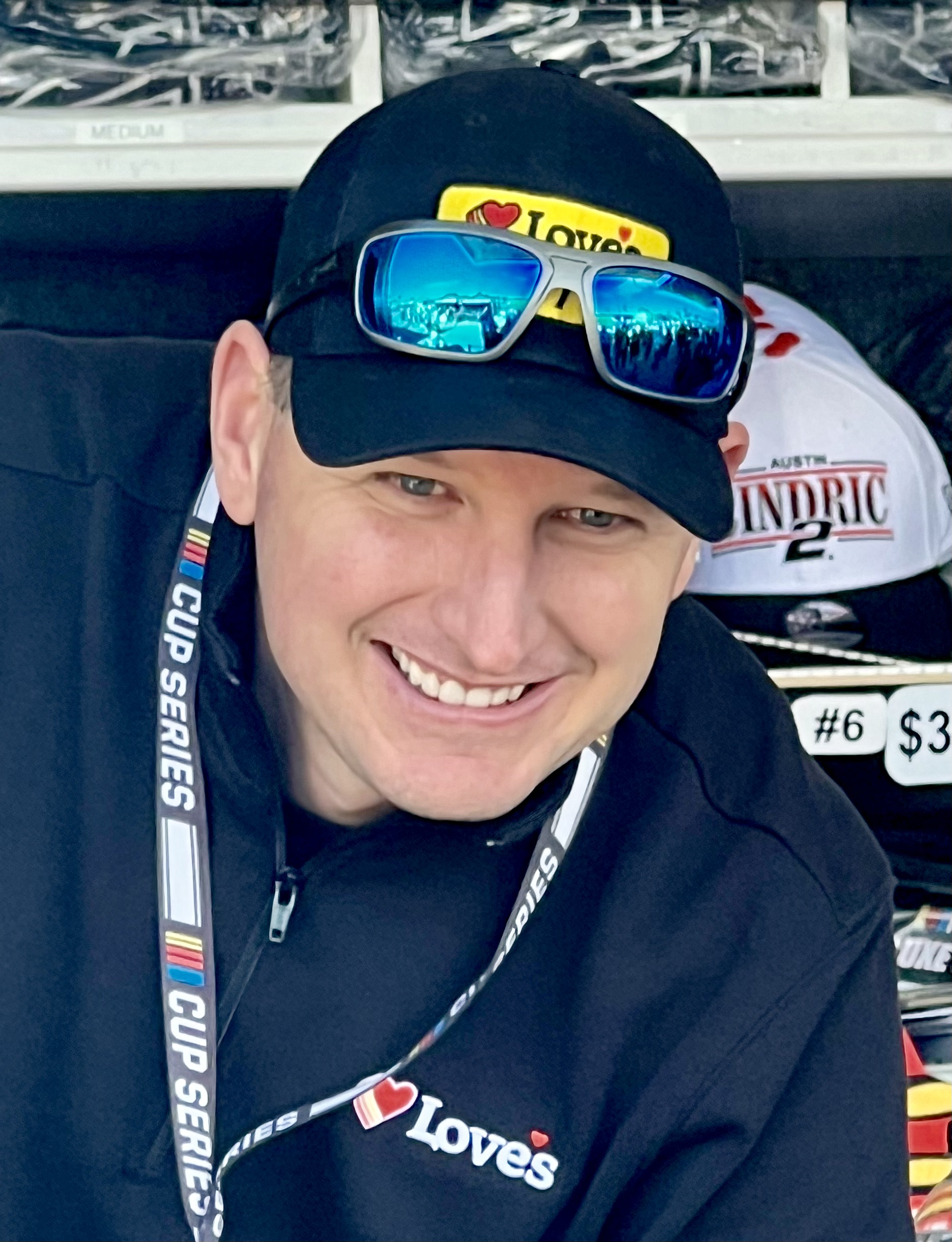
Michael McDowell, che ha ottenuto la pole position nella Coke Zero Sugar 400 2024.

Michael McDowell (Front Row Motorsports) ha ottenuto la pole position con un tempo di 49.136 secondi ad una velocità di 183.165 mph. È la sua quarta pole position in carriera (tutte ottenuto in questa stagione), nonché la sua prima nel circuito di Daytona e la 12ª partenza nella Top-10 stagionale. In seconda posizione si è piazzato il compagno di squadra di McDowell, Todd Gilliland, che ha ottenuto la sua 4ª Top-10 nel 2024 (e la sua prima in sei apparizioni a Daytona); la sua n. 38 ha passato i controlli post-qualifica soltanto al terzo tentativo e la NASCAR ha penalizzato la squadra escludendola dalla pit selection (oltre ad espellere il crew chief di Gilliland, Paul Norris, per tutto il resto dell'evento). In terza piazza si è collocato Joey Logano (Team Penske), alla sua 14ª Top-10 in carriera nel circuito di Daytona (nonché la 12ª in 25 gare di questa stagione).

### Risultati
| Pos                            | Nº | Pilota                  | Team                     | Costruttore | R1     | R2     |
| ------------------------------ | -- | ----------------------- | ------------------------ | ----------- | ------ | ------ |
| 1                              | 34 | Michael McDowell        | Front Row Motorsports    | Ford        | 49.218 | 49.136 |
| 2                              | 38 | Todd Gilliland          | Front Row Motorsports    | Ford        | 49.218 | 49.234 |
| 3                              | 22 | Joey Logano             | Team Penske              | Ford        | 49.386 | 49.358 |
| 4                              | 41 | Ryan Preece             | Stewart–Haas Racing      | Ford        | 49.473 | 49.366 |
| 5                              | 4  | Josh Berry (R)          | Stewart–Haas Racing      | Ford        | 49.485 | 49.397 |
| 6                              | 14 | Chase Briscoe           | Stewart–Haas Racing      | Ford        | 49.513 | 49.398 |
| 7                              | 24 | William Byron           | Hendrick Motorsports     | Chevrolet   | 49.535 | 49.435 |
| 8                              | 2  | Austin Cindric          | Team Penske              | Ford        | 49.450 | 49.451 |
| 9                              | 5  | Kyle Larson             | Hendrick Motorsports     | Chevrolet   | 49.447 | 49.478 |
| 10                             | 9  | Chase Elliott           | Hendrick Motorsports     | Chevrolet   | 49.554 | 49.518 |
| 11                             | 8  | Kyle Busch              | Richard Childress Racing | Chevrolet   | 49.556 | —      |
| 12                             | 6  | Brad Keselowski         | RFK Racing               | Ford        | 49.575 | —      |
| 13                             | 17 | Chris Buescher          | RFK Racing               | Ford        | 49.584 | —      |
| 14                             | 12 | Ryan Blaney             | Team Penske              | Ford        | 49.587 | —      |
| 15                             | 10 | Noah Gragson            | Stewart–Haas Racing      | Ford        | 49.612 | —      |
| 16                             | 3  | Austin Dillon           | Richard Childress Racing | Chevrolet   | 49.614 | —      |
| 17                             | 19 | Martin Truex Jr.        | Joe Gibbs Racing         | Toyota      | 49.677 | —      |
| 18                             | 23 | Bubba Wallace           | 23XI Racing              | Toyota      | 49.690 | —      |
| 19                             | 11 | Denny Hamlin            | Joe Gibbs Racing         | Toyota      | 49.722 | —      |
| 20                             | 21 | Harrison Burton         | Wood Brothers Racing     | Ford        | 49.724 | —      |
| 21                             | 48 | Alex Bowman             | Hendrick Motorsports     | Chevrolet   | 49.741 | —      |
| 22                             | 99 | Daniel Suárez           | Trackhouse Racing        | Chevrolet   | 49.767 | —      |
| 23                             | 33 | Austin Hill (i)         | Richard Childress Racing | Chevrolet   | 49.769 | —      |
| 24                             | 1  | Ross Chastain           | Trackhouse Racing        | Chevrolet   | 49.772 | —      |
| 25                             | 45 | Tyler Reddick           | 23XI Racing              | Toyota      | 49.774 | —      |
| 26                             | 54 | Ty Gibbs                | Joe Gibbs Racing         | Toyota      | 49.792 | —      |
| 27                             | 20 | Christopher Bell        | Joe Gibbs Racing         | Toyota      | 49.794 | —      |
| 28                             | 31 | Daniel Hemric           | Kaulig Racing            | Chevrolet   | 49.820 | —      |
| 29                             | 62 | Parker Retzlaff (i)     | Beard Motorsports        | Chevrolet   | 49.821 | —      |
| 30                             | 71 | Zane Smith (R)          | Spire Motorsports        | Chevrolet   | 49.844 | —      |
| 31                             | 42 | John Hunter Nemechek    | Legacy Motor Club        | Toyota      | 49.847 | —      |
| 32                             | 16 | Shane van Gisbergen (i) | Kaulig Racing            | Chevrolet   | 49.882 | —      |
| 33                             | 15 | Cody Ware               | Rick Ware Racing         | Ford        | 49.924 | —      |
| 34                             | 7  | Corey LaJoie            | Spire Motorsports        | Chevrolet   | 49.927 | —      |
| 35                             | 47 | Ricky Stenhouse Jr.     | JTG Daugherty Racing     | Chevrolet   | 50.057 | —      |
| 36                             | 51 | Justin Haley            | Rick Ware Racing         | Ford        | 50.065 | —      |
| 37                             | 77 | Carson Hochevar (R)     | Spire Motorsports        | Chevrolet   | 50.079 | —      |
| 38                             | 78 | B. J. McLeod (i)        | Live Fast Motorsports    | Chevrolet   | 50.721 | —      |
| 39                             | 44 | Joey Gase (i)           | NY Racing Team           | Chevrolet   | 51.395 | —      |
| 40                             | 43 | Erik Jones              | Legacy Motor Club        | Toyota      | 0.000  | —      |
| Risultati ufficiali qualifiche |    |                         |                          |             |        |        |

## Gara

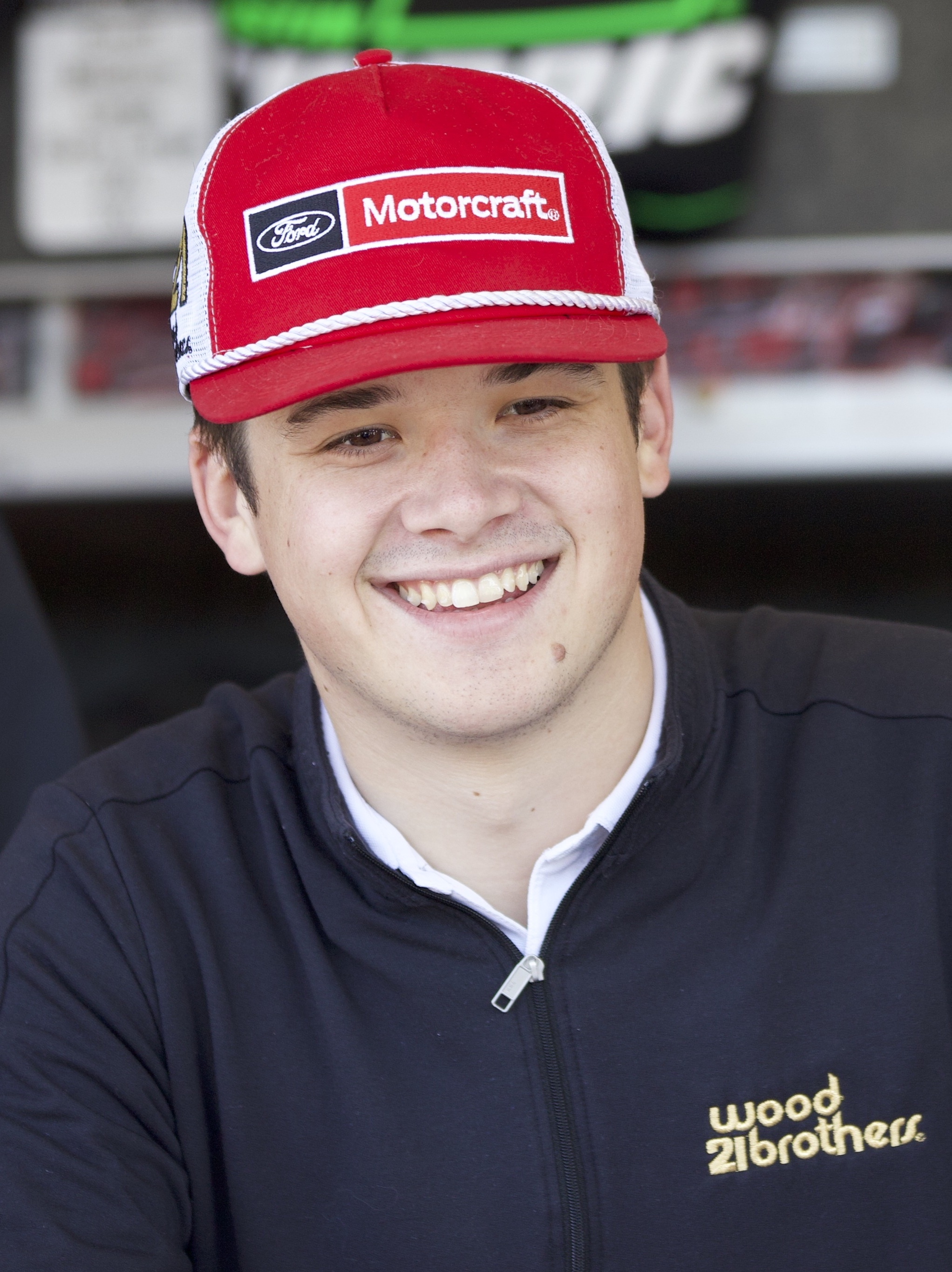
Harrison Burton, il vincitore della Coke Zero Sugar 400 del 2024.

Dopo qualche timore iniziale per il rischio di pioggia sul tracciato, la gara ha preso regolarmente avvio alle 19:53 con l'esposizione della bandiera verde. Nella fase iniziale della Stage 1 si avvicendano al comando Michael McDowell, Joey Logano, Todd Gilliland e Josh Barry, con il pack che si raggruppa su tre file. La Stage 1 si conclude regolarmente con la vittoria di Berry, seguito da Logano e Chris Buescher, a cui segue la prima sosta ai box per la maggior parte dei concorrenti.
Dopo la tornata di pit stop, sale al comando Logano per la bandiera verde della successiva Stage 2. Prima però della ripartenza, appena rientrata in pista dopo la sosta la n. 99 di Daniel Suárez prende improvvisamente fuoco nella parte posteriore, ed il pilota è costretto a rientrare in pit lane aiutato dai suoi meccanici ad uscire dall'auto in fiamme. Al giro 41 la gara riprende regolarmente per l'inizio della Stage 2, non prima che i piloti siano ritornati ai box per un rabbocco di benzina. Subito dopo la bandiera verde prende la testa della gara per la prima volta Bubba Wallace, con le auto che si raggruppano su tre file. Al giro 60 arriva la prima caution di giornata, a causa di un incidente nelle retrovie che costringe Denny Hamlin, Noah Gragson, Chase Elliott e Ryan Preece al ritiro. Appena riapre la pit lane i piloti effettuano una nuova sosta ai box per il cambio gomme e in testa alla gara si piazza Buescher, seguito da Brad Keselowski, Logano e Wallace. Finalmente, al giro 67 riparte la gara con Wallace e Logano che si scambiano la posizione di testa e Kyle Larson che per la prima volta sale al comando della gara al giro 79. Con quest'ultimo ancora al comando, la direzione di gara decide di chiamare la caution quando sul secondo rettilineo viene rilevato del liquido fuoriuscito dalla n. 16 di Shane Van Gisbergen, che è costretto al ritiro. Le operazioni di pulizia durano fino al giro 87 e viene dato il segnale di riapertura della pit lane, ma con poco più di dieci giri dalla fine della Stage 2 pochi piloti rischiano la sosta, preferendo mantenere la propria posizione. Al giro 89 viene esposta la bandiera verde e la gara riparte, con Larson e Keselowski che battagliano duramente per la conquista della testa, ma è il "terzo incomodo" Logano a vincere la Stage 2 su Keselowski (con Ross Chastain che guadagna il giro perso come lucky dog).
Nella tornata di pit stop prima della nuova bandiera verde della Final Stage, solo Keselowski ritarda il suo ingresso per rifornirsi di benzina, mentre Gilliland viene punito per eccessiva velocità in pit lane e obbligato a schierarsi prima della ripartenza in fondo allo schieramento. Al giro 101 riparte la gara, con McDowell davanti a tutti seguito da Kyle Busch. Con l'andare avanti dei giri la gara diventa sempre più una questione di strategia, dato che tutti i piloti sono costretti a fermarsi almeno una volta ai box per rifornirsi di carburante. Al giro 120 passa al comando Justin Haley e al giro 140 arriva la terza caution della giornata: John Hunter Nemechek, in lotta con Haley per il comando della gara, viene tamponato da Larson e a sua volta colpisce il battistrada, che perde il controllo della sua n. 51 e sbanda, consentendo a Kyle Busch di salire al comando della gara a 19 giri dalla conclusione. Con la riapertura della pit lane molti piloti corrono ai box per l'ultimo pit stop, tranne lo stesso Busch e un manipolo di concorrenti tra cui Larson, Keselowski, McDowell e Ryan Blaney. Al giro 145 riparte la gara, ma la ripartenza viene rivista alla video review dai commissari di gara, che sanzionano Keselowski per un'irregolarità e lo penalizzano con una pass through della pit lane. A 10 giri dalla conclusione è Austin Cindric in testa alla gara, seguito da Larson e McDowell. Al giro 152 un nuovo colpo di scena: con lo schieramento interamente schierato su tre file, in curva piena McDowell (che nel frattempo ha riconquistato la testa della gara) viene colpito da Cindric, coinvolgendo tutto il gruppo di testa composto tra gli altri da Logano, Larson, Tyler Reddick, Wallace, Haley e Blaney (quest'ultimo, insieme a McDowell e Logano sono costretti al ritiro dopo l'incidente). A 3 giri dalla conclusione viene esposta nuovamente la bandiera verde, con Berry e Cindric che battagliano la prima posizione; i due, il giro successivo si toccano duramente e l'incidente costringe i commissari a richiamare una nuova caution, con la n. 4 di Berry che capotta e si ferma ribaltata: dalla caution la NASCAR espone immediatamente la bandiera rossa per sospendere la gara. Nell'incidente anche Erik Jones, Austin Hill, Zane Smith e Byron riportano danni considerevoli alle loro auto, ma comunque nessun infortunio. La testa della gara passa a Busch, seguito da Harrison Burton e Christopher Bell, con la corsa che prende la via dell'arrivo all'overtime. Dopo la bandiera verde al giro 163, Burton supera Busch all'ultimo giro grazie anche alla spinta ricevuta da Parker Retzlaff alle sue spalle e vince la sua prima gara in carriera nelle Cup Series con un distacco di appena 0.047 secondi.
La gara ha di poco cambiato i giochi per il titolo di campione della regular season. Tyler Reddick è rimasto in testa alla classifica piloti, con un vantaggio di 17 punti su Kyle Larson e di 18 su Chase Elliott, mentre Denny Hamlin è scivolato in sesta posizione.
Esatto opposto per quanto riguarda la contesa per l'accesso ai playoffs. La vittoria di Burton lo ha proiettato direttamente alle fasi finali, nonostante in classifica fosse fuori dalla Top-20, rimanendo in tal modo solo un posto a disposizione per l'accesso ai playoffs. Appena sotto la linea del taglio c'erano Bubba Wallace e Ross Chastain, rispettivamente con 21 e 27 punti di svantaggio sull'ultimo in posizione utile dentro la linea del taglio, ovvero Chris Buescher. Grande delusione ancora per il big Kyle Busch che, nonostante la sua seconda posizione in gara, gli è sfuggita ancora la sua prima vittoria stagionale e soprattutto si è trovato ancora fuori dai giochi playoffs.

### Risultati

#### RisultatiStage
Stage 1
Giri: 35
| Pos                         | Nº | Pilota           | Squadra               | Costruttore | Punti |
| --------------------------- | -- | ---------------- | --------------------- | ----------- | ----- |
| 1                           | 4  | Josh Berry (R)   | Stewart–Haas Racing   | Ford        | 10    |
| 2                           | 22 | Joey Logano      | Team Penske           | Ford        | 9     |
| 3                           | 17 | Chris Buescher   | RFK Racing            | Ford        | 8     |
| 4                           | 2  | Austin Cindric   | Team Penske           | Ford        | 7     |
| 5                           | 12 | Ryan Blaney      | Team Penske           | Ford        | 6     |
| 6                           | 38 | Todd Gilliland   | Front Row Motorsports | Ford        | 5     |
| 7                           | 6  | Brad Keselowski  | RFK Racing            | Ford        | 4     |
| 8                           | 34 | Michael McDowell | Front Row Motorsports | Ford        | 3     |
| 9                           | 24 | William Byron    | Hendrick Motorsports  | Chevrolet   | 2     |
| 10                          | 5  | Kyle Larson      | Hendrick Motorsports  | Chevrolet   | 1     |
| Risultati ufficiali Stage 1 |    |                  |                       |             |       |

Stage 2
Giri: 60
| Pos                         | Nº | Pilota          | Squadra                  | Costruttore | Punti |
| --------------------------- | -- | --------------- | ------------------------ | ----------- | ----- |
| 1                           | 22 | Joey Logano     | Team Penske              | Ford        | 10    |
| 2                           | 12 | Ryan Blaney     | Team Penske              | Ford        | 9     |
| 3                           | 6  | Brad Keselowski | RFK Racing               | Ford        | 8     |
| 4                           | 5  | Kyle Larson     | Hendrick Motorsports     | Chevrolet   | 7     |
| 5                           | 38 | Todd Gilliland  | Front Row Motorsports    | Ford        | 6     |
| 6                           | 51 | Justin Haley    | Rick Ware Racing         | Ford        | 5     |
| 7                           | 8  | Kyle Busch      | Richard Childress Racing | Chevrolet   | 4     |
| 8                           | 24 | William Byron   | Hendrick Motorsports     | Chevrolet   | 3     |
| 9                           | 17 | Chris Buescher  | RFK Racing               | Ford        | 2     |
| 10                          | 23 | Bubba Wallace   | 23XI Racing              | Toyota      | 1     |
| Risultati ufficiali Stage 2 |    |                 |                          |             |       |

#### Final Stage
Stage 3
Giri: 65
| Pos                      | Nº | Pilota                  | Team                     | Costruttore | Giri | Punti |
| ------------------------ | -- | ----------------------- | ------------------------ | ----------- | ---- | ----- |
| 1                        | 21 | Harrison Burton         | Wood Brothers Racing     | Ford        | 164  | 40    |
| 2                        | 8  | Kyle Busch              | Richard Childress Racing | Chevrolet   | 164  | 39    |
| 3                        | 20 | Christopher Bell        | Joe Gibbs Racing         | Toyota      | 164  | 34    |
| 4                        | 15 | Cody Ware               | Rick Ware Racing         | Ford        | 164  | 33    |
| 5                        | 54 | Ty Gibbs                | Joe Gibbs Racing         | Toyota      | 164  | 32    |
| 6                        | 23 | Bubba Wallace           | 23XI Racing              | Toyota      | 164  | 32    |
| 7                        | 62 | Parker Retzlaff (i)     | Beard Motorsports        | Chevrolet   | 164  | 0     |
| 8                        | 6  | Brad Keselowski         | RFK Racing               | Ford        | 164  | 42    |
| 9                        | 31 | Daniel Hemric           | Kaulig Racing            | Chevrolet   | 164  | 28    |
| 10                       | 17 | Chris Buescher          | RFK Racing               | Ford        | 164  | 37    |
| 11                       | 77 | Carson Hochevar (R)     | Spire Motorsports        | Chevrolet   | 164  | 26    |
| 12                       | 1  | Ross Chastain           | Trackhouse Racing        | Chevrolet   | 164  | 25    |
| 13                       | 71 | Zane Smith (R)          | Spire Motorsports        | Chevrolet   | 164  | 24    |
| 14                       | 14 | Chase Briscoe           | Stewart–Haas Racing      | Ford        | 164  | 23    |
| 15                       | 42 | John Hunter Nemechek    | Legacy Motor Club        | Toyota      | 164  | 22    |
| 16                       | 48 | Alex Bowman             | Hendrick Motorsports     | Chevrolet   | 164  | 21    |
| 17                       | 43 | Erik Jones              | Legacy Motor Club        | Toyota      | 164  | 20    |
| 18                       | 2  | Austin Cindric          | Team Penske              | Ford        | 164  | 26    |
| 19                       | 78 | B. J. McLeod (i)        | Live Fast Motorsports    | Chevrolet   | 164  | 0     |
| 20                       | 44 | Joey Gase (i)           | NY Racing Team           | Chevrolet   | 164  | 0     |
| 21                       | 5  | Kyle Larson             | Hendrick Motorsports     | Chevrolet   | 163  | 24    |
| 22                       | 3  | Austin Dillon           | Richard Childress Racing | Chevrolet   | 162  | 15    |
| 23                       | 38 | Todd Gilliland          | Front Row Motorsports    | Ford        | 162  | 25    |
| 24                       | 19 | Martin Truex Jr.        | Joe Gibbs Racing         | Toyota      | 161  | 13    |
| 25                       | 33 | Austin Hill (i)         | Richard Childress Racing | Chevrolet   | 159  | 0     |
| 26                       | 4  | Josh Berry (R)          | Stewart–Haas Racing      | Ford        | 158  | 21    |
| 27                       | 24 | William Byron           | Hendrick Motorsports     | Chevrolet   | 158  | 15    |
| 28                       | 45 | Tyler Reddick           | 23XI Racing              | Toyota      | 156  | 9     |
| 29                       | 12 | Ryan Blaney             | Team Penske              | Ford        | 154  | 23    |
| 30                       | 34 | Michael McDowell        | Front Row Motorsports    | Ford        | 151  | 10    |
| 31                       | 22 | Joey Logano             | Team Penske              | Ford        | 151  | 25    |
| 32                       | 51 | Justin Haley            | Rick Ware Racing         | Ford        | 151  | 10    |
| 33                       | 47 | Ricky Stenhouse Jr.     | JTG Daugherty Racing     | Chevrolet   | 151  | 4     |
| 34                       | 7  | Corey LaJoie            | Spire Motorsports        | Chevrolet   | 132  | 3     |
| 35                       | 16 | Shane van Gisbergen (i) | Kaulig Racing            | Chevrolet   | 80   | 0     |
| 36                       | 9  | Chase Elliott           | Hendrick Motorsports     | Chevrolet   | 61   | 1     |
| 37                       | 10 | Noah Gragson            | Stewart–Haas Racing      | Ford        | 59   | 1     |
| 38                       | 11 | Denny Hamlin            | Joe Gibbs Racing         | Toyota      | 59   | 1     |
| 39                       | 41 | Ryan Preece             | Stewart–Haas Racing      | Ford        | 59   | 1     |
| 40                       | 99 | Daniel Suárez           | Trackhouse Racing        | Chevrolet   | 37   | 1     |
| Risultati ufficiali gara |    |                         |                          |             |      |       |

### Statistiche della gara
Fonte: Janski's
- Cambiamenti 1ª posizione: 40 (16 piloti)
- Cautions/Giri: 7 (34 giri)
- Bandiere rosse: 1 (6 minuti, 52 secondi)
- Tempo di gara: 3 ore, 1 minuto, 40 secondi
- Velocità media: 135.413 mph
- Harrison Burton ha vinto la sua prima gara nelle Cup Series in 98 corse nella serie. Inoltre è la sua seconda Top-10 stagionale ed la sua prima Top-10 in 6 gare disputate nel Daytona International Speedway.
- Kyle Busch (secondo) ha ottenuto la sua 13ª Top-10 in 39 gare disputate nel Daytona International Speedway, nonché la sua 8ª Top-10 in questa stagione.
- Christopher Bell (terzo) ha ottenuto la sua 3ª Top-10 in 10 gare disputate nel Daytona International Speedway.
- Carson Hocevar (undicesimo) è stato il rookie ad aver ottenuto il miglior piazzamento.

## Classifica dopo la gara

### Classifica piloti
| Pos                         |    | Pilota           | Punti      |
| --------------------------- | -- | ---------------- | ---------- |
| 1                           |    | Tyler Reddick    | 823        |
| 2                           | +1 | Kyle Larson      | 806 (–17)  |
| 3                           | -1 | Chase Elliott    | 805 (–18)  |
| 4                           |    | Ryan Blaney      | 755 (–68)  |
| 5                           |    | William Byron    | 743 (–70)  |
| 6                           | +1 | Christopher Bell | 737 (–86)  |
| 7                           | +2 | Brad Keselowski  | 719 (–104) |
| 8                           | -2 | Denny Hamlin     | 712 (–111) |
| 9                           | -1 | Martin Truex Jr. | 695 (–128) |
| 10                          |    | Ty Gibbs         | 676 (–147) |
| 11                          | +1 | Chris Buescher   | 658 (–165) |
| 12                          | -1 | Alex Bowman      | 648 (–175) |
| 13                          | +1 | Bubba Wallace    | 637 (–186) |
| 14                          | -1 | Ross Chastain    | 631 (–192) |
| 15                          |    | Joey Logano      | 586 (–237) |
| 16                          | +1 | Kyle Busch       | 552 (–271) |
| Classifica piloti ufficiale |    |                  |            |

Legenda
      Piloti già qualificati ai playoffs.
Note
Solo le prime 16 posizioni sono incluse per la classifica piloti.

### Classifica costruttori
| Pos |  | Costruttore | Punti     |
| --- |  | ----------- | --------- |
| 1   |  | Chevrolet   | 909       |
| 2   |  | Toyota      | 895 (–14) |
| 3   |  | Ford        | 868 (–41) |